# Artsen zonder Grenzen
Artsen zonder Grenzen (AzG) (internationaal bekend als Médecins Sans Frontières, Doctors Without Borders) is een internationale niet-gouvernementele hulporganisatie.
Artsen zonder Grenzen is wereldwijd in ongeveer 80 landen actief.

## Geschiedenis

### Ontstaan

Landen waar Artsen zonder Grenzen actief is.

In 1971 woedde in Nigeria een bloedige burgeroorlog, de Biafra-oorlog. Het Rode Kruis was in het gebied aanwezig, maar mocht volgens haar mandaat geen hulp verlenen zonder toestemming van de regering. Twee Franse artsen van het Rode Kruis, Bernard Kouchner en Max Récamier, konden zich niet verenigen met die werkwijze. Zij vonden dat álle slachtoffers van oorlogen medische zorg moeten kunnen krijgen, desnoods tegen de wil van de regering in. Bij hun terugkomst in Frankrijk besloten ze een eigen organisatie op te richten: Médecins Sans Frontières. Nauwelijks enkele jaren later, in 1980, leidde een eveneens politiek geschil tot het vertrek van Kouchner, die daarop met enkele collega’s Dokters van de Wereld oprichtte.

### Arjan Erkel
Arjan Erkel, hoofd van de missie in de Noordelijke Kaukasus, werd op 12 augustus 2002 ontvoerd in Dagestan. Hij werd op 11 april 2004 bevrijd, nadat AzG een groep oud-KGB'ers had ingehuurd (de "Veteranen van de KGB"). Die actie werd uitgevoerd in overleg met de familie van Erkel. Later werd bekend dat voor zijn vrijlating een miljoen euro losgeld was betaald.

### Moord op medewerkers
Op 2 juni 2004 werden vijf medewerkers van de hulporganisatie in het noordwesten van Afghanistan vermoord. De slachtoffers waren een Belgische, een Nederlander, een Noor en twee Afghanen. De vermoedelijke daders waren leden van de Taliban, maar het wordt ook niet uitgesloten dat het struikrovers waren.

### Afrikaanse migranten op de Middellandse zee
Vanaf 2015 tot en met 2018 heeft AzG tienduizenden Afrikaanse migranten die de overtocht naar Europa probeerden te maken, vanuit kleine bootjes voor de Libische kust opgepikt met het schip Aquarius, en vervolgens in Europa aan land gebracht. Dit werd beëindigd vanwege tegenwerking van de Italiaanse regering die stelde dat de hulporganisatie zich hiermee schuldig zou maken aan mensensmokkel. In augustus 2019 nam AzG een nieuw reddingsschip, de Ocean Viking, in gebruik.
In december raakte bekend dat de reddingsoperaties van het schip Geo Barents stilgelegd worden.

## Organisatie
De artsen, verpleegkundigen, administratieve en logistieke medewerkers die door Artsen zonder Grenzen worden uitgezonden, zijn vrijwilligers. Na een jaar wordt een onkostenvergoeding verstrekt. In 2017 werden er volgens het jaarverslag 780 medewerkers uitgezonden en waren er 9879 lokale medewerkers. Er wordt samengewerkt met  plaatselijke organisaties.

## Soorten hulp
Artsen zonder Grenzen verleent niet alleen kortdurende medische noodhulp. Ze kiezen er ook voor om chronische conflictgebieden voor een langere tijd te helpen. In sommige landen is Artsen zonder Grenzen de enige hulporganisatie. Wanneer een medische noodsituatie verholpen is, draagt Artsen zonder Grenzen de verantwoordelijkheid over aan lokale organisaties.

## Onpartijdigheid en onafhankelijkheid
Artsen zonder Grenzen wil zich bij conflicten strikt onpartijdig en onafhankelijk opstellen. Als het nodig is, kiest AzG er bewust voor om aan beide kanten van de strijd te staan. Soms is dat zonder de toestemming van de overheid of een van de strijdende partijen.
AzG bepaalt zelf waar en hoe er hulp verleend wordt. Beoogd wordt om als eerste de mensen te helpen die de hulp het hardst en meest nodig hebben, daarom vindt de organisatie het belangrijk zelfstandig gegevens te kunnen verzamelen en zelf toezicht te  houden op de distributie van de hulpgoederen.
Als wordt geconstateerd dat de hulp wordt misbruikt of niet terechtkomt bij de mensen die de hulp nodig hebben, kan Artsen zonder Grenzen besluiten om zich terug te trekken.

## Doel
Artsen Zonder Grenzen verleent hulp aan bevolkingsgroepen in nood, aan slachtoffers van natuurrampen, van rampen door de mens veroorzaakt, van oorlogen en van burgeroorlogen. Hierbij wil zij geen onderscheid maken op basis van ras, religie, levensbeschouwing of politieke opvatting. Artsen zonder Grenzen helpt mensen vooral door medische hulp te verlenen. Overal ter wereld worden mensen geholpen, AzG streeft ernaar altijd een ploeg klaar te hebben staan om mensen te helpen. Ook helpt AzG in gebieden voor langere tijd en wordt er pleitzorg verleend. Pleitzorg wil zeggen mensen helpen waarvan de rechten worden geschonden. Dit gebeurt door druk uit te oefenen op internationale organisaties zoals de Verenigde Naties maar ook door er in het openbaar over te praten.
Het doel van AZG is alle mensen in nood te helpen, van wie de gezondheid bedreigd wordt. Wat dit inhoudt staat in het Handvest, een soort reglement met vier belangrijke punten:
- AZG geeft hulp aan mensen die in nood zijn geraakt door natuurrampen, oorlogen of burgeroorlogen. Daarbij wordt geen onderscheid gemaakt naar huidskleur of godsdienst.
- AZG is neutraal. Dat wil zeggen dat de organisatie geen partij kiest. AZG kent geen vrienden of vijanden. In een oorlogsgebied wordt geprobeerd alle slachtoffers zo goed mogelijk te verzorgen.
- De medewerkers werken alleen voor de gezondheid van de mensen in nood. Ze bemoeien zich niet met andere zaken, zoals tot welke partij een slachtoffer misschien hoort.
- De medewerkers van AZG moeten zelf bepalen of ze het veilig vinden om ergens te werken. Bijna alle medewerkers zijn vrijwilligers. Dat betekent dat zij geen salaris voor hun werk krijgen. Zij krijgen in het projectland een vergoeding voor eten, drinken en wonen en een onkostenvergoeding in geld.

## Landen met nationale organisaties
- Australië
- België
- Canada
- Denemarken
- Duitsland
- Frankrijk
- China
- Italië
- Japan
- Luxemburg
- Nederland
- Noorwegen
- Oostenrijk
- Spanje
- Verenigd Koninkrijk
- Verenigde Staten
- Zwitserland
- Zweden

### Artsen zonder Grenzen Nederland
AZG Nederland werd in 1984 opgericht door onder anderen Roelf Padt, Janine Osmers en Jacques de Milliano, als onderdeel van de internationale organisatie, en in oktober van dat jaar werd de eerste vrijwilliger uitgezonden.
De organisatie geeft drie keer per jaar een blad uit genaamd Artsen zonder Grenzen Magazine. Iedereen die de organisatie steunt ontvangt dit blad. Ook is er een digitale nieuwsvoorziening en een lespakket voor leerlingen van groep zeven en acht van de basisschool.
Artsen Zonder Grenzen Nederland ontvangt financiële bijdragen van zo'n 450.000 donateurs, jaarlijks is dat ongeveer 48 miljoen euro. Uit de inkomsten van de Nationale Postcode Loterij wordt zo'n 13,5 miljoen euro beschikbaar gesteld.

## Prijzen
- 1992: de Europese Mensenrechtenprijs van de Raad van Europa.
- 1994: Geuzenpenning
- 1996: Four Freedoms Award voor vrijwaring van gebrek
- 1999: Nobelprijs voor de Vrede, "Voor hun humanitaire pionierswerk in vele continenten."
- 2009: transparantprijs, voor het meest inzichtelijke jaarverslag
- 2015: Lasker-Bloomberg Public Service Award

## Voetnoten
1. ↑  Het Rode Kruis mag volgens zijn eigen regels geen hulp verlenen zonder toestemming van de plaatselijke regering
2. ↑  MÉDECINS SANS FRONTIÈRES STAFF KILLED IN AFGHANISTAN
3. ↑  Artsen zonder grenzen redt 80.000 afrikaanse migranten. Gearchiveerd op 26 oktober 2020.
4. ↑  Stéphanie Romans, "Artsen Zonder Grenzen stopt reddingsacties op Middellandse Zee", De tijd, 13 december 2024.
5. ↑  Fabrique, Hoe zijn wij begonnen?. Artsen zonder Grenzen. Gearchiveerd op 13 augustus 2021. Geraadpleegd op 13 augustus 2021.
6. ↑  Artsen Zonder Grenzen Jaarverslag en jaarrekening

1901: Dunant, Passy ·
1902: Ducommun, Gobat ·
1903: Cremer ·
1904: Institut de Droit International ·
1905: Von Suttner ·
1906: Roosevelt ·
1907: Moneta, Renault ·
1908: Arnoldson, Bajer ·
1909: Beernaert, Balluet d'Estournelles de Constant ·
1910: IPB ·
1911: Asser, Fried ·
1912: Root ·
1913: La Fontaine ·
1917: ICRC ·
1919: Wilson ·
1920: Bourgeois ·
1921: Branting, Lange ·
1922: Nansen ·
1925: Chamberlain, Dawes ·
1926: Briand, Stresemann ·
1927: Buisson, Quidde ·
1929: Kellogg ·
1930: Söderblom ·
1931: Addams, Butler ·
1933: Angell ·
1934: Henderson ·
1935: Von Ossietzky ·
1936: Lamas ·
1937: Cecil ·
1938: Office international Nansen pour les réfugiés ·
1944: ICRC ·
1945: Hull ·
1946: Balch, Mott ·
1947: Friends Service Council, American Friends Service Committee ·
1949: Orr ·
1950: Bunche ·
1951: Jouhaux ·
1952: Schweitzer ·
1953: Marshall ·
1954: Hoog Commissariaat voor de Vluchtelingen (UNHCR) ·
1957: Pearson ·
1958: Pire ·
1959: Noel-Baker ·
1960: Luthuli ·
1961: Hammarskjöld ·
1962: Pauling ·
1963: ICRC, IFRC ·
1964: King ·
1965: UNICEF ·
1968: Cassin ·
1969: Internationale Arbeidsorganisatie ·
1970: Borlaug ·
1971: Brandt ·
1973: Kissinger, Lê Đức Thọ ·
1974: MacBride, Satō ·
1975: Sacharov ·
1976: Williams, Corrigan ·
1977: Amnesty International ·
1978: Sadat, Begin ·
1979: Moeder Teresa ·
1980: Esquivel ·
1981: Hoog Commissariaat voor de Vluchtelingen (UNHCR) ·
1982: Myrdal, Robles ·
1983: Wałęsa ·
1984: Tutu ·
1985: IPPNW ·
1986: Wiesel ·
1987: Arias ·
1988: VN-vredesmacht ·
1989: Gyatso ·
1990: Gorbatsjov ·
1991: Suu Kyi ·
1992: Menchú ·
1993: Mandela, De Klerk ·
1994: Arafat, Peres, Rabin ·
1995: Rotblat, Pugwash Conferences on Science and World Affairs ·
1996: Ximenes Belo, Ramos-Horta ·
1997: ICBL, Williams ·
1998: Hume, Trimble ·
1999: AzG ·
2000: Dae-jung ·
2001: VN, Annan ·
2002: Carter ·
2003: Ebadi ·
2004: Maathai ·
2005: IAEA, El-Baradei ·
2006: Grameen Bank, Yunus ·
2007: Gore, IPCC ·
2008: Ahtisaari ·
2009: Obama ·
2010: Liu ·
2011: Johnson Sirleaf, Gbowee, Karman ·
2012: Europese Unie ·
2013: OPCW ·
2014: Satyarthi, Yousafzai ·
2015: Kwartet voor Nationale Dialoog in Tunesië ·
2016: Santos ·
2017: ICAN ·
2018: Mukwege, Murad Basee ·
2019: Ahmed ·
2020: Wereldvoedselprogramma ·
2021: Ressa, Moeratov ·
2022: Bjaljazki, Memorial, Centrum voor Burgerlijke Vrijheden ·
2023: Mohammadi ·
2024: Nihon Hidankyo